# Оборона Самарканда (1868)
Оборона Самарканда 1868 года, также известна как Оборона Самаркандской Цитадели, было военным столкновением в городе Самарканд, на территории современного Узбекистана. Действие произошло в июне 1868 года. Во время обороны, маленький гарнизон русских императорский солдат был осажден крупным отрядом шахрисябзских беков и их союзников. Оборона Самарканда сыграла важную роль в кампании 1868 года в войне против Бухарского эмирата.
Русская армия под командованием Константина Кауфмана взяла Самарканд в мае 1868 года после битвы на Чупан-атанских высотах. Сам город сдался русским войскам без сопротивления.
Самаркандская цитадель стала штабом русских войск пока продолжалась война против Бухарского Эмира. Поздним маем Кауфман покинул город с основной армией для того что бы разгромить Эмира в поле. Кауфман оставил маленький гарнизон из пехоты и сапер для того что бы ремонтировать цитадель и сторожить город.
Пока основная русская армия находилась далеко от города, маленький русский гарнизон в Самарканде был неожиданно осажден крупной армией из многих среднеазиатских племен. Помимо крупной пришедшей армии, граждане Самарканда также восстали против русского гарнизона.
Защитить весь город не представлялось возможным, поэтому малочисленный русский гарнизон был вынужден обороняться в цитадели.
В течение шести дней, русский гарнизон отразил многочисленные попытки штурма предпринятые осаждающей армии. В некоторых случаях, гарнизон был близок к уничтожению. Несмотря на высокие потери, русский гарнизон успешно держался до тех пор пока основная армия Кауфмана не вернулась в город и не сняла осаду.
Успешная оборона цитадели не позволила Бухарцам взять Самарканд обратно.
Успешная оборона Самарканда, вместе с русской победой при Зерабулаке, полностью разгромила все армии Эмира. У Эмира больше не было средств для борьбы против русских и он был вынужден просить заключения мирного договора.
В итоге кампании 1868 года, Бухарский эмират стал протекторатом Российской империи.
Эти победы укрепил контроль Российской империи над новой территорией Русского Туркестана и привели к частичному распаду Бухарского эмирата.
Оборона Самаркандской цитадели стало одним из важнейших эпизодов в Туркестанских походах.

## Вступление русских войск в Самарканд
После победы над бухарскими войсками под Ирджаром генерал фон Кауфман предложил эмиру Музаффару утвердить новый проект границ, изменённый в пользу России. Отказ бухарской стороны подписать его весной 1868 года привёл к возобновлению военных действий. Кауфман, обвинив эмира в подготовке к вторжению во владения империи, собрал военный отряд из более чем 4 тысяч солдат, в апреле 1868 года приступил к Зеравшанскому походу и принял решение о взятии Самарканда — крупнейшего города эмирата.
К этому времени бухарские войска расположились на самаркандских высотах Чупан-аты. 1 мая 1868 года началась атака русских войск на высоты. Невзирая на сплошной огонь ружей и пушек сарбазов, русские солдаты, перейдя реку и разгромив авангард бухарцев, взобрались на высоту Чупан-аты и вынудили тех отступить.
Серия поражений привела в мае 1868 года войска бухарского эмира Музаффара к воротам Самарканда, за крепкими стенами которого они предполагали укрыться, но жители города, разорённые бесконечными поборами, закрыли перед бухарской армией ворота.
14 (26) мая 1868 года русские войска заняли Самарканд, с конца XVIII века находившийся во власти династии Мангытов, правящей Бухарским эмиратом.

## Самаркандская цитадель

### Состояние цитадели при входе русских войск
После взятие Самарканда русскими войсками. Самаркандская цитадель стала штабом русской армии. Цитадель стояла на бугре у окраины города.
Стена цитадели, которая отделяла цитадель от города и садов, была построена еще в древнейшие временна. Стена была построена из больших комков глины. Средняя высота стены была от 3 до 4 сажень - 6-9 метров. Толщина стены в некоторых местах была до 12 метров. Простояв целые века без ремонта и обслуживания, полуразвалившаяся от времени стена могла служить разве только ширмою, а никак не оградою.
Стена цитадели представляла из себя неправильный многоугольник. На всю цитадель было двое ворот и одна калитка. С южной стороны были Бухарские ворота, с восточной стороны были Самаркандские ворота, с северной стороны была калитка. Северная сторона выходила к роднику. В северной части цитадели было кладбище и Сарбазский двор. В восточной стороне был Ханский дворец и Самаркандские ворота. С южной стороны были Бухарские ворота.
В техническом плане, цитадель была устаревшим укреплением которая была плохо подготовлена на случай нападение. В цитадели не было барбетов для артиллерии, не было банкета для стрельбы, не было бойниц для ружейной стрельбы. Со стороны города, дома, лавки, и сакли примыкали вплотную к стене цитадели - эти примыкавшие здания в итоге служили укрытием для врагов а также служили ступенью по которой враги могли запросто забираться на стену цитадели.
У цитадели также не осталось рва. Вместо рва у цитадели остался овраг который окружал весь периметре. В некоторых местах овраг осыпался и там образовались широкие бермы.

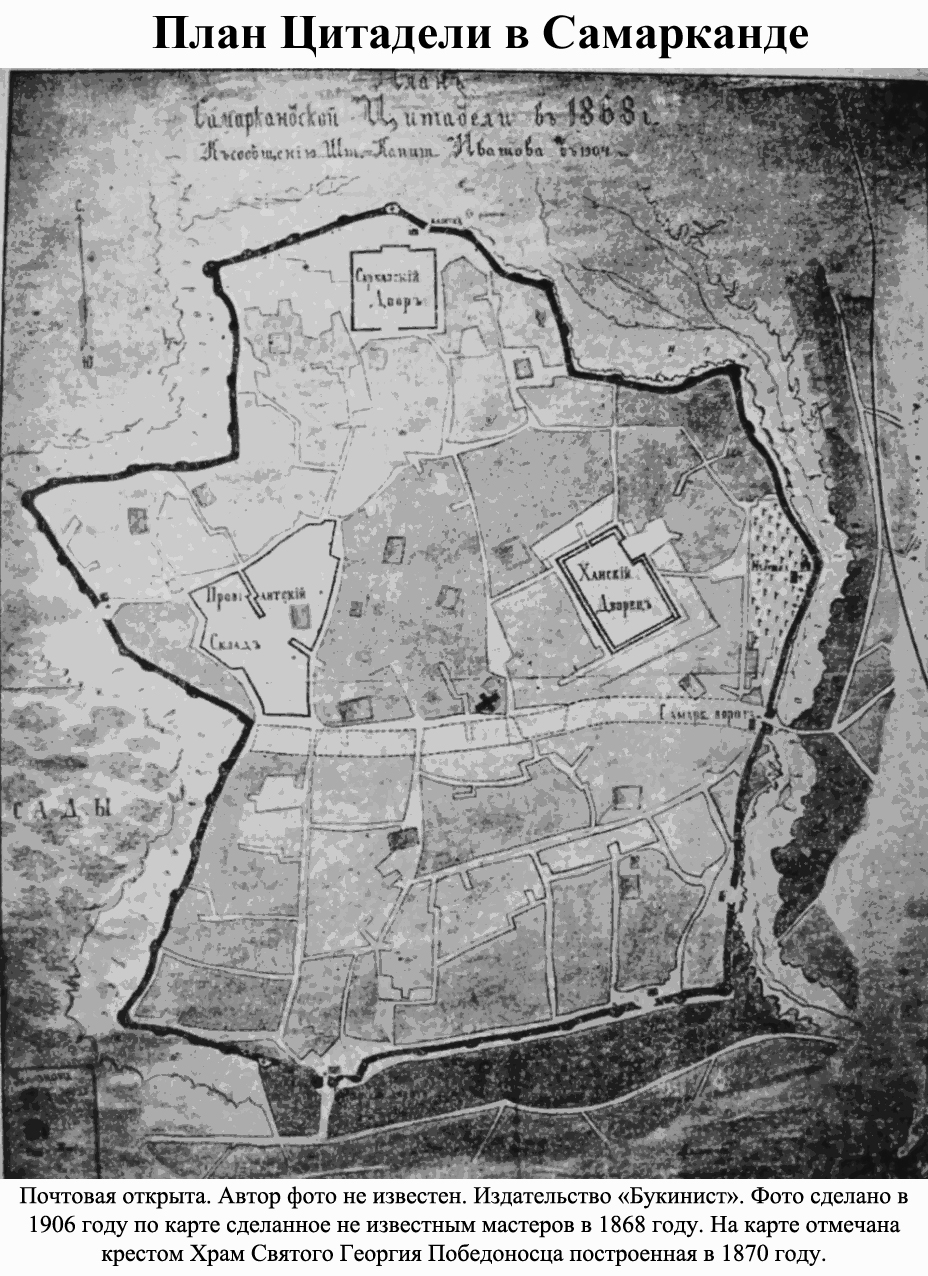
Чертеж Самаркандской цитадели - 1868 год. Именно в этой цитадели оборонялись русский войска в июне 1868 года. Южная стена и восточная стена цитадели выходят к городу. Северная стена выходит к роднику. Западная стена выходит к садам. В северной части цитадели находился Сарбазский двор, кладбище, и калитка. В восточной стороне были Самаркандские ворота и там же находился Ханский дворец. В южной стороне были Бухарские ворота. Во время осады, все ворота и калитка были атакованы. Самые интенсивные бои происходили у Самаркандских и Бухарских ворот.

Многие источники, включая Терентьева, Верещагина, и Воронца описывают крайнею запущенность как цитадели так и всего Самарканда.
Касательно воды, в цитадели был один главный арык который входил в цитадель вблизи Бухарских ворот; оттуда вода распространялась по всей цитадели, наполняла несколько прудов, и затем вблизи Сарбазскаго двора снова выходила в город. В цитадели также были колодцы. Однако, все колодцы были засорены. За северную стеною цитадели имелся родник хорошей воды к которому вела калитка - русский гарнизон потерял доступ к этому роднику когда началась осада. Все места водоснабжения включая арыки, пруды, и колодцы требовали чистки и ремонта. Когда началась осада, нападающие враги сразу же перекрыли водоснабжение городу.

### Планы ремонта и фортификация цитадели
Когда Кауфман покинул Самарканд, он оставил маленький гарнизон сторожить город. Одновременно с этим, гарнизон, в составе которого были саперы, должен был привести цитадель в порядок, начать ремонтные работы, и построить несколько фортификационных сооружений.

## Предпосылки к обороне
Для упрочения положения в долине Зеравшана генерал Кауфман отправил в разные места отряды для разгрома бухарских войск и для овладения некоторыми укреплёнными пунктами. Сам командующий русскими войсками выдвинулся 30 мая против эмира, оставив в Самарканде небольшой отряд. В Самарканде остались 4 роты пехоты, одна рота сапёр, 2 орудия и 2 мортиры. Гарнизоном командовал майор Штемпель, в его распоряжении находилось 660 штыков, в том числе больные.
С уходом генерала Кауфмана жители Самарканда, видя малочисленность оставленного гарнизона, легко поддались агитации мулл. Уже утром 1 (13) июня на базаре шумела толпа и летели в русских с крыш камни, а за городскими стенами собирались огромные толпы.
В своей автобиографии, Василий Верещагин вспоминал как ему советовали не выходить из цитадели ради собственной безопасности.

### Состояние русского гарнизона
Русский гарнизон составлял от 650 до 660 человек. Из артиллерии были две пушки и две мортиры. В цитадели также были 24 бухарских пушек которые русские захватили при входе в город. Однако, русские командующие приказали заклепать все бухарские пушки. К заклёпанным пушкам были подобраны снаряды. Во время осады, гарнизону удалось расклепать всего четыре бухарских пушек и применить их против нападающих.
В цитадели был запас из 200,000 патронов - не считая комплект патронов который каждый солдат имел при себе. Запас пороха в цитадели составлял 90 пудов - примерно 1475 килограммов. Также имелось 95 ракет и 150 полу-пудовых ручных гранат.
Касательно провизии, в цитадели было достаточно муки и крупы для всего гарнизона на два месяца. Запас мясо и соли был гораздо меньшее - маленький запас был исчерпан в течение первых дней осады. В цитадели также не было запаса фуража для лошадей. К началу осады, у цитадели не было ни источника, ни запаса пресной воды.

## Восстание в Самарканде и нападение пришедшей армии
Шахризябские беки, узнав об уходе Кауфмана из Самарканда, организовали сбор военных сил, и к городу подошли многочисленные вооружённые отряды китай-кипчаков, найманов, каракалпаков и других племён. В то же время партии противников русского присутствия удалось организовать мятеж среди горожан.
По сведениям Терентьева, численность противников доходила до 65,000 человек в составе которых были: 
- 25,000 шахрисябзцев
- 15,000 Сартов и Кипчаков
- 15,000-25,000 жителей Самарканда которые восстали против русских.

Итого: 55,000-65,000.
В день Зерабулакской битвы произошло восстание в Самарканде, а сам город был обложен 40-тысячным войском шахрисабзских беков.
2 июня, городские представители Самарканда пришли к коменданту Штемпелью с просьбой разобраться с огромными толпами врага которые были на окраине города. Не смотря на то что Штемпель имел подозрения к данной просьбе, он согласился её исполнить. Он в том числе согласился потому что его гарнизон был обязан защищать город. Штемпель выдвинулся на окраину города с двумя ротами солдат и одной пушкой. На окраине города, маленькое войско Штемпеля вступила в перестрелку с врагом. Однако, Штемпель быстро осознал что в самом Самарканде началось восстание. В этот момент, Штемпель понял что маленький гарнизон был осажден крупной вражеской армией. Штемпель также понял что защитить весь город было невозможно и поэтому он быстро отступил назад в цитадель.
С отступлением Штемпеля обратно в цитадель, толпы врагов ворвались в Самарканд со всех сторон. Таким образом началась оборона Самаркандской цитадели.

## Оборона города

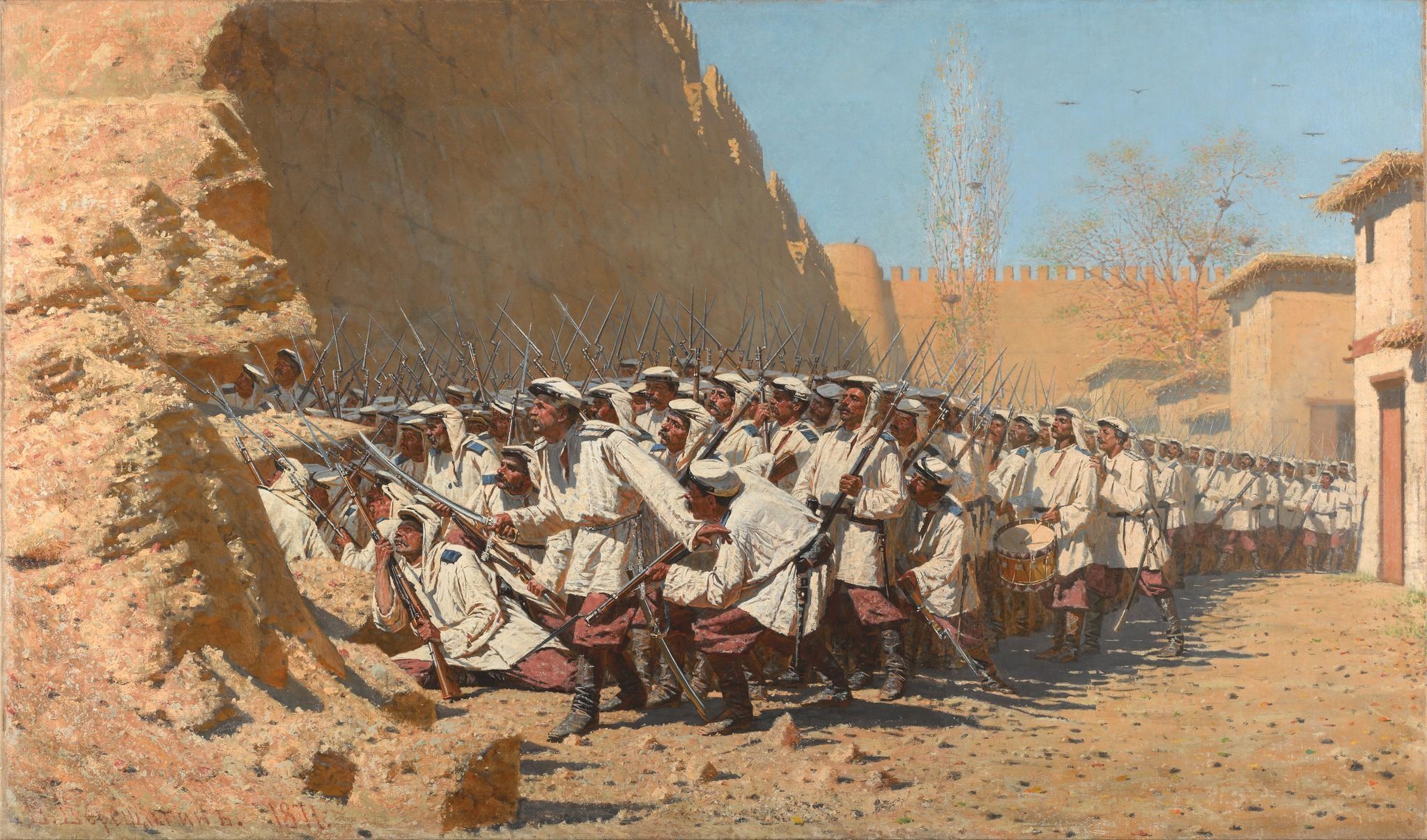
Картина Василия Верещагина «У крепостной стены. "Пусть войдут!"», изображающая сцену обороны Самарканда

Не имея возможности защищать город по незначительности своих сил, майор Штемпель отступил в цитадель и распорядился приведением её в оборонительное положение. В цитадель удалились множество еврейских семейств и русские купцы. Купцы, а также известный художник Василий Верещагин, путешествовавший по Средней Азии, принимали деятельное участие в обороне цитадели.
2 июня бухарцы, потрясая воздух дикими криками, при звуке зурн и барабанов ворвались в город и разлились по всем направлениям. Вскоре они огромными толпами бросились на стены цитадели, цепляясь за них железными кошками.

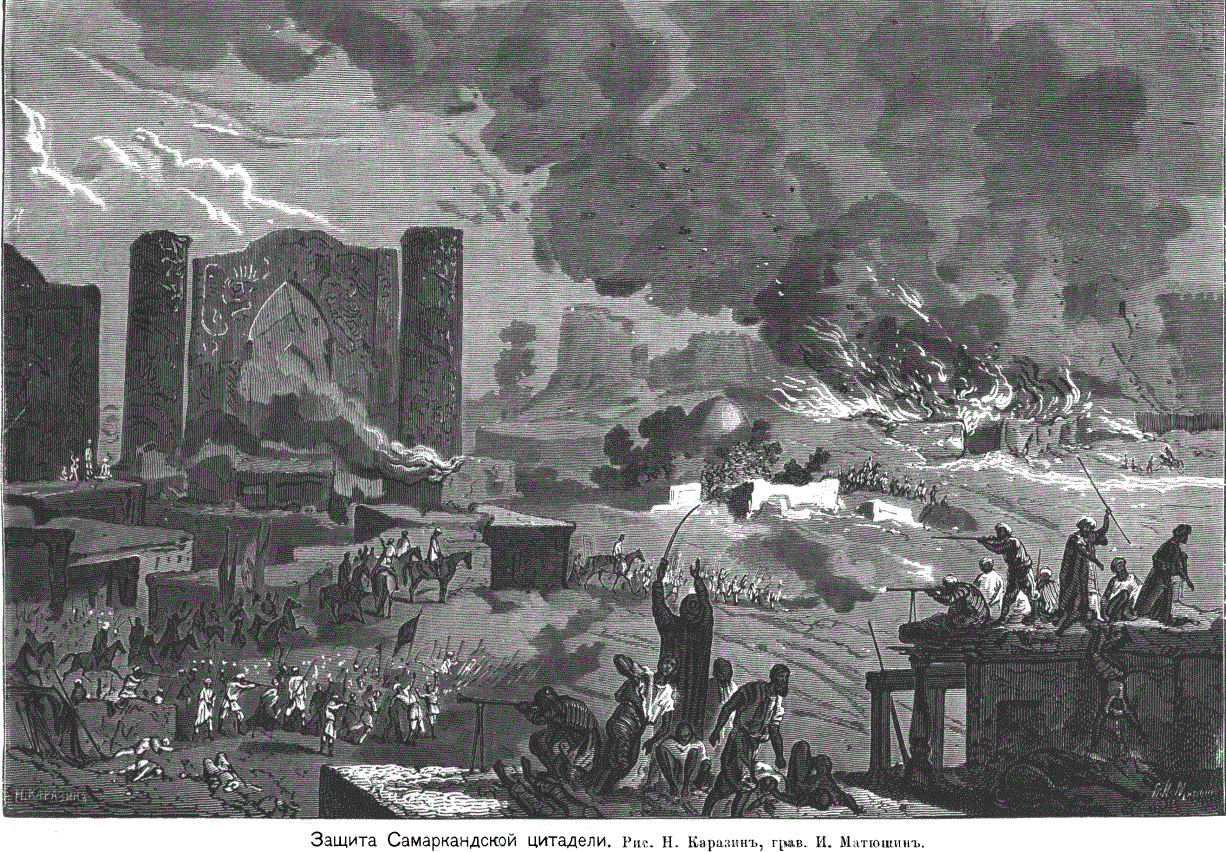
Защита Самаркандской цитадели.
Иллюстрация к статье «Константин Петрович фон-Кауфман. Туркестанский генерал-губернатор».
Рисунок Н. Каразин, грав. И. Матюшин. «Нива», 1872, № 52

Толщина стен цитадели достигала в отдельных местах 12 метров и пробить её нападавшие явно не могли. Слабым местом обороны были двое ворот: Бухарские в южной стене и Самаркандские в восточной. Боеприпасы и продовольствие у русского отряда имелись в количестве вполне достаточном для долгой обороны. Первую атаку осаждавшие произвели на Бухарские ворота, которые защищали 77 солдат под началом майора Альбедиля.
Шахрисабзцы трижды пытались выломать ворота и перебраться через стену, но каждый раз их отбивали метким ружейным огнём. Тяжелое ранение получил сам Альбедиль. Наконец, штурмующим удалось поджечь ворота. Одновременно у Самаркандских ворот держали оборону 30 солдат прапорщика Машина. Здесь нападавшие также подожгли ворота, попытались через них пройти внутрь, но солдаты выбили их штыками. В разгар боя на помощь защитникам Самаркандских ворот подоспел взвод 3-й роты под началом прапорщика Сидорова, составлявший мобильный резерв. Он помог отразить вражеский натиск, а затем стремительно бросился к Бухарским воротам и поддержал отряд Альбедиля.
Кроме ворот шахрисабзцы пытались проникнуть в цитадель через проломы в восточной стене. Поднимались они и непосредственно на стены, для чего пользовались железными крючьями, которые надевались на руки и на ноги. Однако, везде нападавших встречал меткий огонь солдат. К вечеру атаки прекратились, но этот временный успех стоил русским дорого: было убито 20 рядовых и 2 офицера. Общие потери русских за первые два дня обороны составили 150 человек убитыми и ранеными.

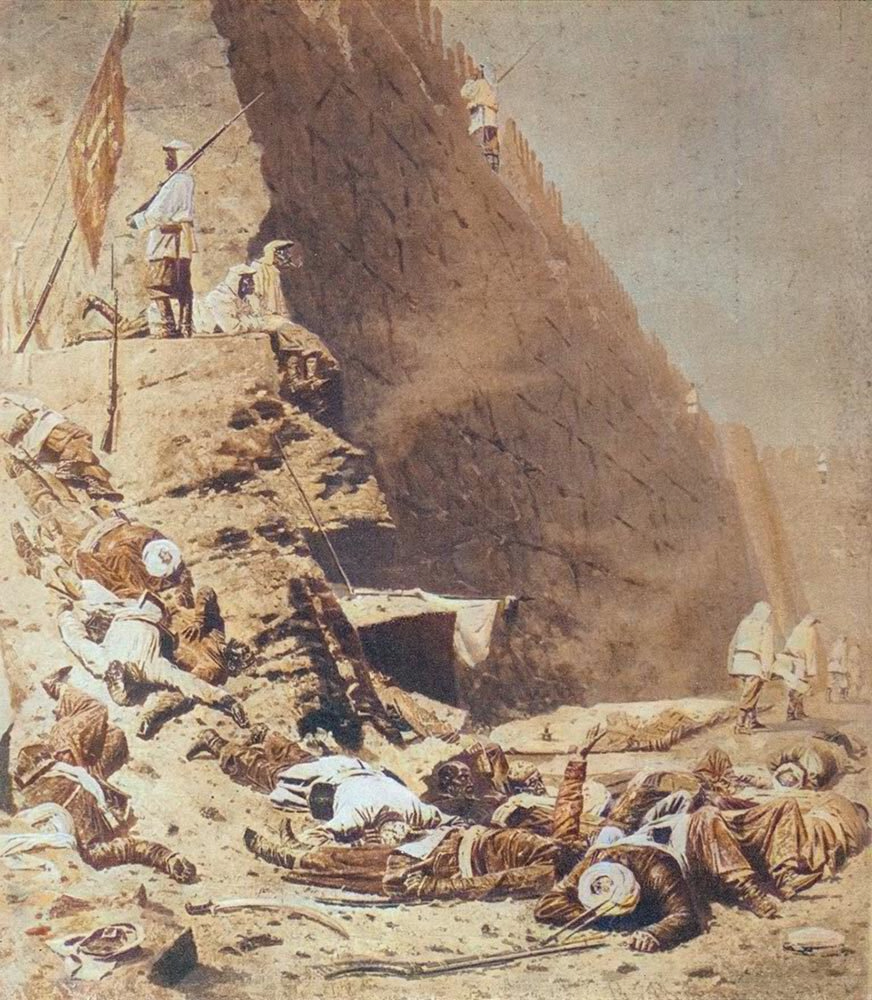
Картина Василия Верещагина «У крепостной стены. Вошли» (колоризованный эскиз)

Утром 3 июня штурм возобновился. Оборону Бухарских ворот возглавил вместо Альбедиля подполковник Назаров, официально никакой должности не занимавший. Этот офицер имел репутацию человека храброго, но очень дерзкого, заносчивого, не признававшего никаких авторитетов. Для ободрения солдат он приказал поставить у ворот свою походную кровать, подчёркивая, что и ночью не оставит позиции. Спать Назарову, однако, не пришлось. В 8 часов утра шахрисабзцы, сломав обгоревшие остатки ворот, разобрали сооружённую русскими баррикаду и захватили одну пушку. Солдаты бросились в штыки. После ожесточённой рукопашной схватки осаждающие отступили, но вскоре возобновили штурм на других направлениях.
Комендант, майор Штемпель, решил в случае необходимости отступить во дворец, который поэтому деятельно приводился в оборонительное положение. При невозможности устоять перед напором неприятеля и в этом последнем оплоте, решено было, по общему согласию, взорвать всё на воздух, для чего в ночь на 4-е июня во дворец свезён весь порох и снаряды. 4, 5 и 6 июня шахрисябзцы хотя и предпринимали частные приступы, но они слабели. В виду этого гарнизон стал сам делать вылазки и жечь городские сакли.
7 июня от генерала Кауфмана получено известие, что он идёт на выручку форсированным маршем.
8 июня бухарские войска стали поспешно очищать город, и последние толпы неприятеля были атакованы гарнизоном цитадели. Вскоре показались передовые казаки, а за ними генерал Кауфман с отрядом вошёл в город. В наказание жителей приказано было сжечь городской базар, как главную часть города, отдав его перед этим солдатам на разграбление.
Потери русского гарнизона за 8 дней обороны составили 49 убитыми и 172 раненными.